# Breckinridge Peak
Der Breckinridge Peak ist ein 570 m hoher Berg in der antarktischen Ross Dependency. Auf der Edward-VII-Halbinsel ragt er 1,5 km südwestlich des Mount Nilsen in der südlichen Gruppe der Rockefeller Mountains auf.
Entdeckt wurde er 1929 bei der ersten Antarktisexpedition (1928–1930) des US-amerikanischen Polarforschers Richard Evelyn Byrd. Dieser benannte ihn nach dem mit ihm befreundeten US-amerikanischen Politiker und Juristen Henry Breckinridge (1886–1960) und dessen Ehefrau, der aus Kuba stammenden Pilotin Aida de Acosta (1884–1962).